# Curse

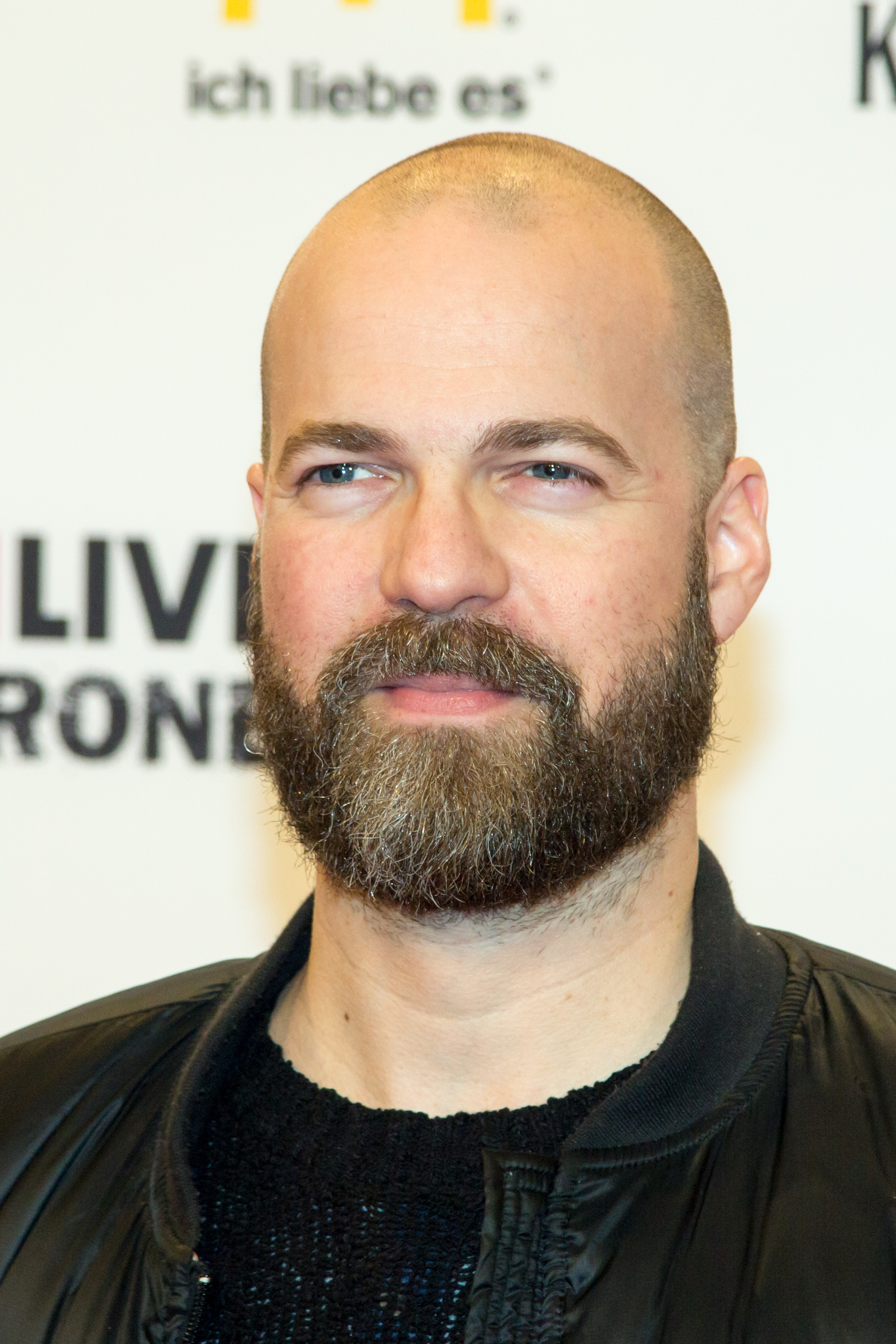
Curse (1 Live Krone, 2014)

Logo des Rappers

Curse (* 6. September 1978 in Minden; bürgerlich Michael Sebastian Kurth) ist ein deutscher Rapper und systemischer Coach. Der Künstlername Curse (englisch ‚Fluch‘) ist eine Anspielung auf seinen Familiennamen Kurth ausgesprochen als th-Laut mit deutschem Akzent.

## Leben

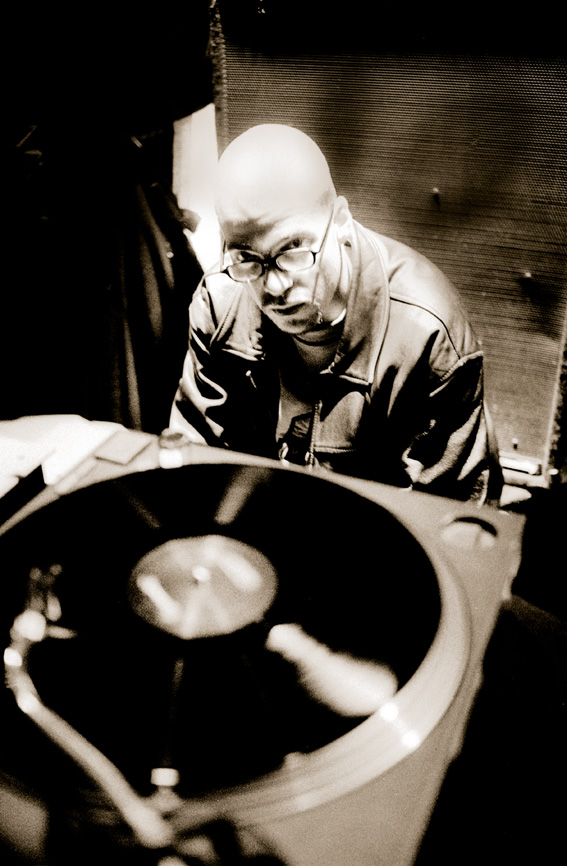
Curse im Schlachthof Hamburg (1999)

Curse rappte in seiner Jugendzeit bei der Band Phat Kicks, deren ehemalige Mitglieder später die Band Treadmill gründeten. Mit Titeln wie Zwei Mal in den Kopf von der CD Straight Outta Broketown trat die Band Mitte der 1990er-Jahre in Jugendtreffs im Raum Stadthagen auf.
Im Jahr 2000 rappte er zusammen mit GZA, Prodigal Sunn und den Stieber Twins auf der Single Ich lebe für Hip Hop von DJ Tomekk, die sich in den deutschen Charts platzierte.
Schon auf seinem ersten Studioalbum Feuerwasser von 2000 sind die Texte selbstreflektiert und verarbeiten eigene Erlebnisse, aber auch klassischer Hip-Hop-Part mit Representer- und Battle-Tracks ist vorhanden. Curse rappt oftmals über gescheiterte Liebesbeziehungen und gesteht sich selbst auch Fehler ein. Die Beats auf Feuerwasser sowie auf vielen weiteren Veröffentlichungen sind zum größten Teil von Sascha Busy Bühren produziert. Die Beats der neuesten Veröffentlichungen jedoch, u. a. vom Album Sinnflut, stammen vornehmlich von Sieben und Claud.
2001 erschien sein zweites Album, die Top-Ten-CD Von Innen nach Außen, auf welchem Curse diesen Stil weiterverfolgt und mit der Single Lass uns doch Freunde sein erstmals Beachtung außerhalb der Hip-Hop-Szene erreichte. Von dem Hip-Hop-Magazin Juice wurde es im Jahr 2001 zum Besten Album national 2001 ausgezeichnet. Das Album erhielt internationale Aufmerksamkeit und wurde z. B. in Japan veröffentlicht.
Fünf Tage nach den Terroranschlägen vom 11. September 2001 veröffentlichte Curse als Reaktion auf die Ereignisse den Freetrack Nichts wird mehr so sein wie es war, in dem er zu mehr Toleranz und Verantwortung aufforderte.

### Wandel zu mehr Instrumenten
Auf seinem dritten Album Innere Sicherheit von 2003 veränderte sich der Stil der Musik in einigen Aspekten: Während die Beats auf den Vorgängeralben größtenteils elektronisch hergestellt wurden, findet man auf Innere Sicherheit eine größere Bandbreite von Instrumenten: Von ausgefeilten Instrumentalen mit klassischen Querflöten (Ich versteh dich) über den Crossover-Song Schocktherapie bis zum sehr emotionalen Und was ist jetzt?, einer Pianoballade, findet sich ein breites Spektrum an musikalischer Variation, welche die meist sehr tiefgründige Lyrik begleitet und hervorhebt. Auch ist eine zunehmende Anzahl von politischen und gesellschaftskritischen Texten zumeist aus linksgerichteter Perspektive zu erkennen, wobei Curse seine 'alten' Themen nicht vernachlässigt. In diesem Rahmen entstand auch die Single Widerstand mit dem deutschen Reggae-Artist Gentleman. Die Single Und was ist jetzt? war der größte kommerzielle Erfolg von Innere Sicherheit.
Auch was seine Arbeit mit aufkommenden Talenten angeht hat sich Curse einen Namen gemacht. So hat er zum Beispiel Italo Reno & Germany sowie Stress & Trauma durch Gastauftritte auf seinen Veröffentlichungen und durch seine Künstlerplattform Alles Real Records die Möglichkeit geboten, sich einer breiten Öffentlichkeit zu präsentieren. Im Laufe der Jahre hat Curse zudem durch zahlreiche Kollaborationen mit internationalen und deutschen Künstlern zusammengearbeitet, darunter mit Azad, Kool Savas, Tone, Xavier Naidoo, Max Herre (Freundeskreis), Samy Deluxe, Dendemann, J-Luv, Braz (4Lyn), Gentleman, Nneka, Hassan Annouri, Pal One, Patrice, Melbeatz, Cassandra Steen, Pete Rock, Black Thought (The Roots), The Arsonists, Stieber Twins, DJ Tomekk, Greis, TAZ, RZA und Fort Baxter.

### Viertes und fünftes Studioalbum
Am 2. Dezember 2005 erschien sein viertes Studioalbum Sinnflut, die erste Single Gangsta Rap erreichte mit Platz 22 seine Top-Position.
Auf Sinnflut kehrt Curse wieder zurück zu seinen Wurzeln, im Gegensatz zum experimentellen Album Innere Sicherheit. Es ist eine vielseitige Veröffentlichung mit tiefsinnigen und persönlichen Liedern wie Kein Weg zurück oder Mein Leben und Representer-Tracks wie Der Fluch oder das Samy-Deluxe-Feature Broken Language Reloaded, das ein Remake des Klassikers Broken Language von Smoothe Da Hustler mit Trigger Tha Gambler aus dem Jahr 1995 ist.
Einen Kindheitstraum erfüllte sich Curse mit den Features von Black Thought von The Roots und der Produzenten-Legende Pete Rock. Letzterer wurde von Curse dazu überredet, Shoutouts sowie eine Hook einzusingen, was er das letzte Mal für Curse’ großes Vorbild Nas machte.
Am 5. Oktober 2007 moderierte Curse zum ersten Mal einen Teil der Radiosendung Plan B des WDR-Senders 1LIVE. Curse ist alle vier Wochen zu hören und teilt sich die Moderation wochenweise im Wechsel mit Jan Delay, Max Herre und Patrice. Weitere Termine waren zunächst bis ins Jahr 2009 geplant.
International arbeitete Curse zusammen mit Akhenaton, Shurik'N, Promoe und weiteren Künstlern an dem Projekt Diversidad und deren erstem Release Experience.
Das Album mit dem Titel Freiheit erschien am 26. September 2008, zwei Wochen nach der am 12. September 2008 veröffentlichten Singleauskopplung Freiheit mit Marius Müller-Westernhagen. Das Album wurde vom Hip-Hop-Magazin Juice mit 5,5 von sechs Kronen nahezu höchstbewertet und kam auf die 12. Position der deutschen Charts. Die zweite Single Bis zum Schluss mit Silbermond stieg auf dem siebten Platz ein.

### Jubiläums-EP und Ende als Rapper

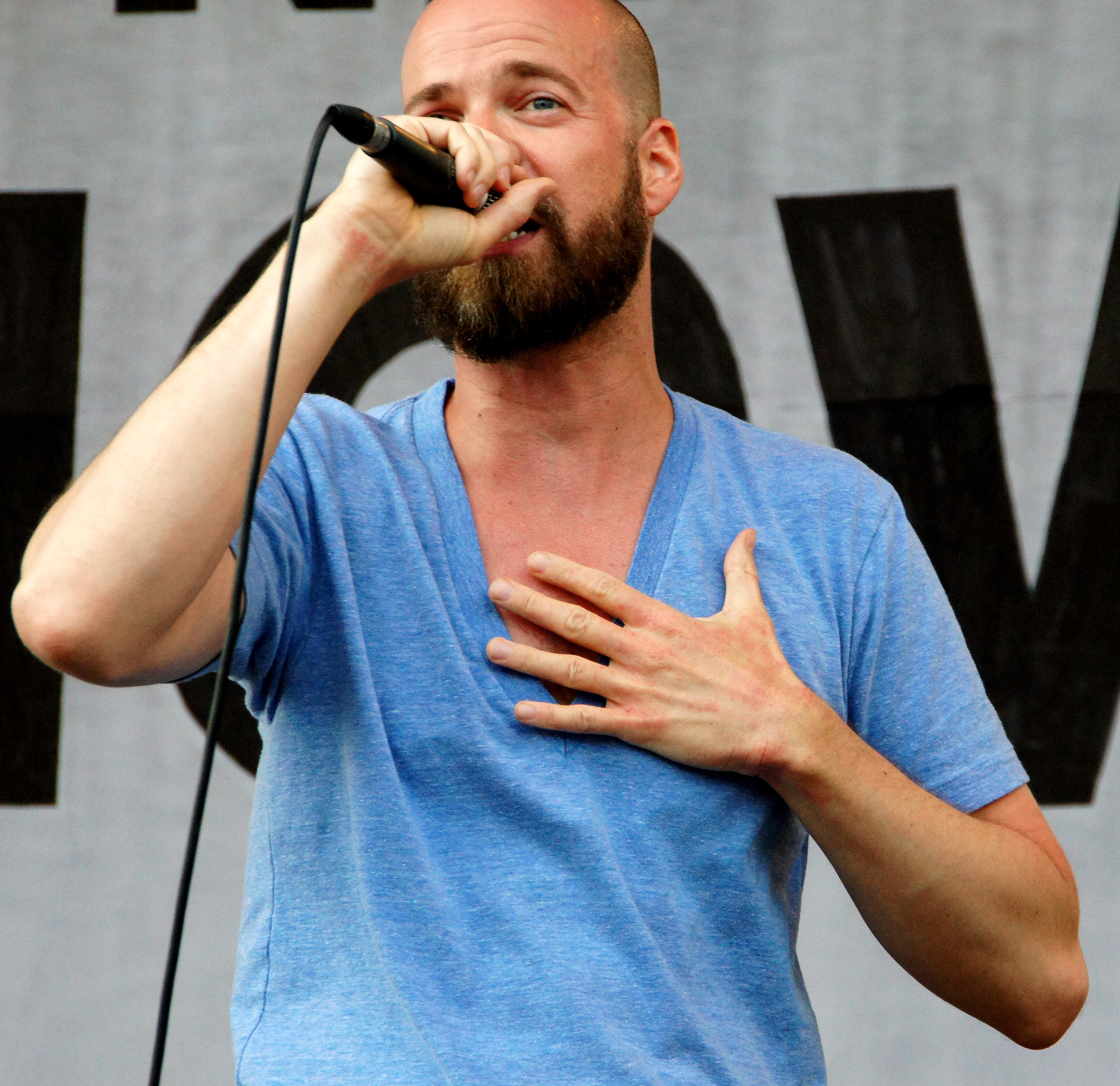
Curse (2012)

Nachdem Curse über mehrere Jahre seine Alben über GUN Records, einem Sublabel von Sony BMG, veröffentlicht hatte, wurde im Februar 2009 bekannt gegeben, dass die Veröffentlichungen des Rappers zukünftig über Four Music erscheinen werden.
Im September 2009 mahnte eine Anwaltskanzlei, unter anderem im Auftrag der Plattenfirma von Curse, mehrere Blogger ab. Bemängelt wurde, dass auf einem verlinkten und kostenlos zum Download angebotenen Mixtape auch ein Song von Curse vorhanden war. In der Blogosphäre regte sich daraufhin Unmut, da bisher solche Tapes zur Unterstützung der Künstler geduldet wurden.
Zum zehnten Jubiläum der Veröffentlichung des Albums Feuerwasser erschien 2010 die EP 20 Feuerwasser 10 als Beilage einer Ausgabe des Hip-Hop-Magazins Juice. In dieser EP, und später auch offiziell über seine Website, gab Curse bekannt, dass er seine Rap-Karriere vorerst nicht fortsetzen wird. Seitdem ist er Mitglied der Gruppe The Achtung Achtung, die er zusammen mit dem schwedischen Produzenten Jimmy Ledrac gegründet hat. Zuletzt war Curse als Komponist im Hintergrund tätig und wirkte u. a. am Top-10 Erfolg Nie vergessen und der Singleveröffentlichung Moment von Glasperlenspiel mit.

### Comeback und Studioalbum 2014
Am 31. Oktober 2014 erschien sein Studioalbum Uns. Das Mastering besorgte sein langjähriger Wegbegleiter Sascha Busy Bühren. Das Album ist die erste Veröffentlichung unter dem von Curse neugegründeten Label Indie Neue Welt, das vom Independent-Vertrieb Groove Attack vertrieben wird.

### Siebtes StudioalbumDie Farbe von Wasserund Tour 2018
Am 12. November 2017 kündigte Curse auf seiner Facebookseite an, ein Studioalbum mit dem Titel Die Farbe von Wasser zu veröffentlichen, das am 23. Februar 2018 erschien und Platz 2 der deutschen Charts erreichte. Die Farbe von Wasser-Tour startete am 13. März in Wien und endete am 1. Dezember 2018 in Kiel.

### 2024: AlbumUnzerstörbarer Sommer
Am 6. September 2024 veröffentlichte Curse nach sechs Jahren Pause sein Album Unzerstörbarer Sommer mit 17 Songs. Gefeatured wurde er dabei unter anderem von Moses Pelham und Patrice. Die Deutschlandtour begann im September 2024 und endete am 14. Februar 2025.

### Coaching, Podcast, Buch
Während der künstlerischen Auszeit absolvierte Curse eine Ausbildung zum systemischen Coach und gründete eine Familie. Er kam zum Buddhismus, lernte meditieren und machte eine Ausbildung zum Lehrer für Kum Nye, ein tibetisches Heilyoga.
Seit Januar 2017 produziert Michael „Curse“ Kurth den Podcast Meditation, Coaching & Life. Ferner tritt er als Redner (Speaker) zu den Themen Meditation und Work-Life-Balance auf. 2018 veröffentlichte er das Buch Stell dir vor, du wachst auf mit der von ihm entwickelten OOOO+X-Methode, die er seither in Workshops vermittelt. Das Buch erreichte Platz 7 der Bestsellerliste des Magazins Der Spiegel.
Curse lebt mit seiner Familie in Berlin.

## Diskografie

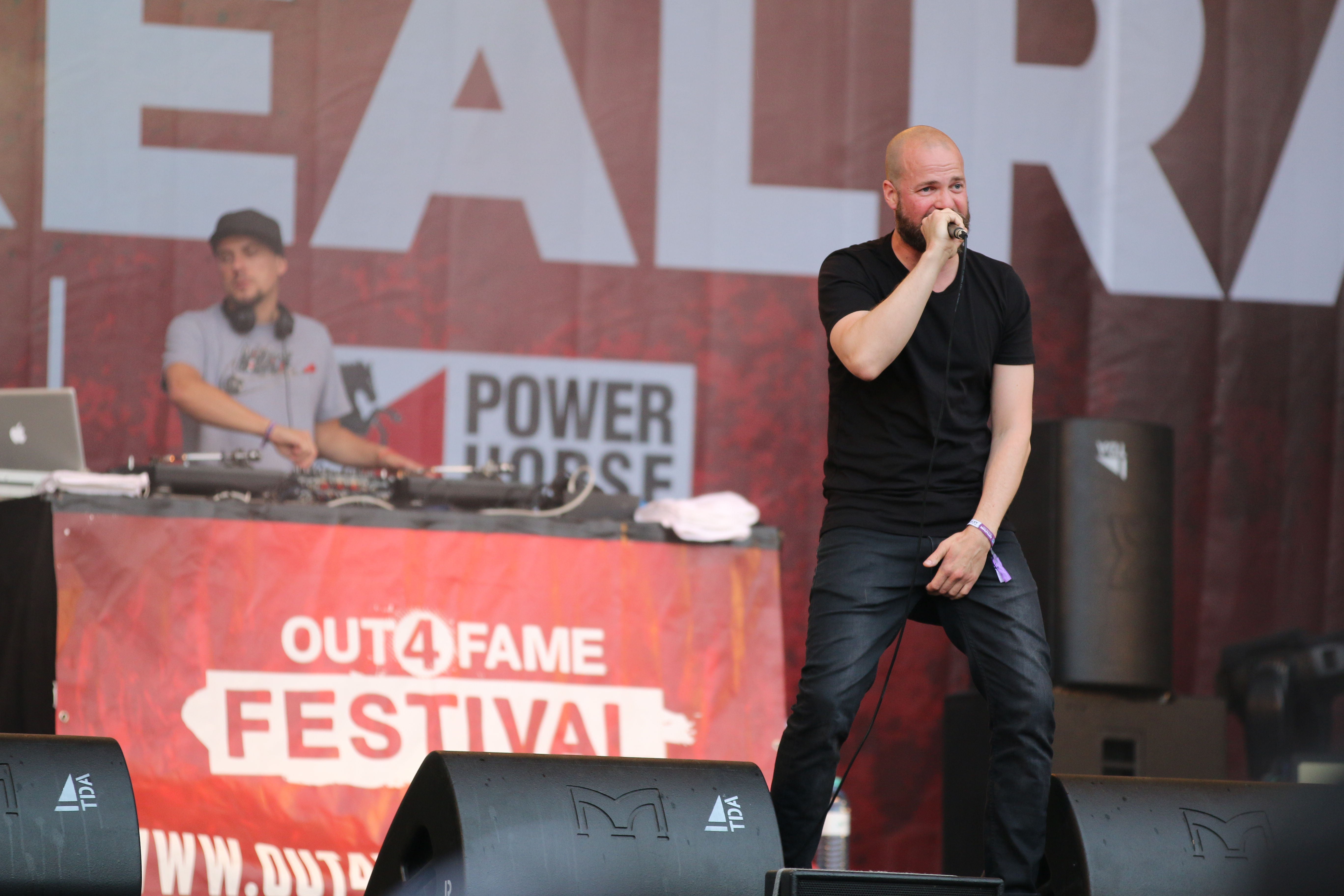
Curse beim Out4Fame-Festival 2015

Studioalben

| Jahr | Titel                 | Höchstplatzierung, Gesamtwochen, AuszeichnungChartplatzierungen (Jahr, Titel, Platzierungen, Wochen, Auszeichnungen, Anmerkungen) | Höchstplatzierung, Gesamtwochen, AuszeichnungChartplatzierungen (Jahr, Titel, Platzierungen, Wochen, Auszeichnungen, Anmerkungen) | Höchstplatzierung, Gesamtwochen, AuszeichnungChartplatzierungen (Jahr, Titel, Platzierungen, Wochen, Auszeichnungen, Anmerkungen) | Anmerkungen                                                           |
| Jahr | Titel                 | DE | AT | CH | Anmerkungen                                                           |
| ---- | --------------------- | --- | --- | --- | --------------------------------------------------------------------- |
| 2000 | Feuerwasser           | DE31 (7 Wo.)DE | — | — | Erstveröffentlichung: 27. März 2000                                   |
| 2001 | Von Innen nach Außen  | DE9 (7 Wo.)DE | — | CH98 (1 Wo.)CH | Erstveröffentlichung: 1. Oktober 2001                                 |
| 2003 | Innere Sicherheit     | DE12 (12 Wo.)DE | — | CH60 (2 Wo.)CH | Erstveröffentlichung: 31. März 2003                                   |
| 2005 | Prestige              | — | — | CH20 (5 Wo.)CH | Erstveröffentlichung: 28. Januar 2005 zusammen mit Greis, Claud & Taz |
| 2005 | Sinnflut              | DE28 (1 Wo.)DE | — | CH47 (2 Wo.)CH | Erstveröffentlichung: 2. Dezember 2005                                |
| 2008 | Freiheit              | DE12 (11 Wo.)DE | AT57 (1 Wo.)AT | CH29 (3 Wo.)CH | Erstveröffentlichung: 26. September 2008                              |
| 2014 | Uns                   | DE5 (2 Wo.)DE | AT23 (1 Wo.)AT | CH10 (1 Wo.)CH | Erstveröffentlichung: 31. Oktober 2014                                |
| 2018 | Die Farbe von Wasser  | DE2 (4 Wo.)DE | AT15 (1 Wo.)AT | CH5 (3 Wo.)CH | Erstveröffentlichung: 23. Februar 2018                                |
| 2024 | Unzerstörbarer Sommer | DE3 (2 Wo.)DE | — | CH21 (1 Wo.)CH | Erstveröffentlichung: 6. September 2024                               |

## Auszeichnungen
Seine Website wurde 2002 mit dem VIVA-Comet in der Kategorie Beste Künstler-Homepage ausgezeichnet. Von Innen nach Außen wurde vom Hip-Hop-Magazin Juice 2001 als bestes nationales Album ausgezeichnet.

## Schriften
- Michael „Curse“ Kurth: Stell dir vor, du wachst auf. Die OOOO+X-Methode für mehr Präsenz und Klarheit im Leben. Rowohlt Polaris, Reinbek bei Hamburg 2018, ISBN 978-3-499-63366-9.
- Michael „Curse“ Kurth: 199 Fragen an dich selbst. Rowohlt, Hamburg 2021, ISBN 978-3-499-00241-0.